# Granicus Valles
Le Granicus Valles sono una struttura geologica della superficie di Marte.